# ニッコロ1世・デステ
ニッコロ1世・デステ（イタリア語：Nicolò I d'Este, ? - 1344年5月1日）は、フェラーラ侯（在位：1317年 - 1344年）、モデナ＝レッジョ侯（1336年 - 1344年）。

## 生涯
ニッコロ1世はアルドブランディーノ2世とアルダ・ランゴーニの息子である。兄弟のリナルド2世、オビッツォ3世、およびアッツォ8世の孫フォルコ2世とともにフェラーラ領主となった。
1333年、教皇特使ベルトラン・デュ・プージェの攻撃からフェラーラを守り、2月3日に捕らえられた。ニッコロ1世はリナルド2世によって解放され、1335年にモデナに対する陰謀に加わった。
1337年、ニッコロ1世はヴェローナ領主マスティーノ2世・デッラ・スカラと戦うためエステ軍を指揮した。
ニッコロ1世は1344年に死去した。

## 結婚と子女
グイード・ゴンザーガの娘ベアトリーチェと結婚し、2子をもうけた。
- ヤコパ - フォリーニョ領主トリンチア2世・トリンチ（英語版）と結婚
- リナルド（1333年 - 1369年） - 騎士